# Toyota-United Pro Cycling Team
Toyota-United Pro Cycling Team (soms afgekort tot Toyota-United) was een Amerikaanse wielerploeg.

## Bekende renners
- Chris Baldwin (2006-2008)
- Antonio Cruz (2006)
- Iván Domínguez (2006-2008)
- Juan José Haedo (2006)
- Mark Scanlon (2007-2008)
- Henk Vogels (2007-2008)

## Ploeg per jaar
- Ploeg 2007